# 友谊大街街道
友谊大街街道，是中华人民共和国内蒙古自治区包头市昆都仑区下辖的一个乡镇级行政单位。

## 行政区划
友谊大街街道下辖以下地区：
友谊三十号街坊社区、少先三十号街坊社区、钢三十八号街坊社区、少先三十一号街坊社区和钢三十六号街坊社区。